# Glenea anterufipennis
Glenea anterufipennis é uma espécie de escaravelho da família Cerambycidae. Foi descrito por Stephan von Breuning em 1968.  É conhecida a sua existência em Vietname e Laos.